# Kadavu (eiland)

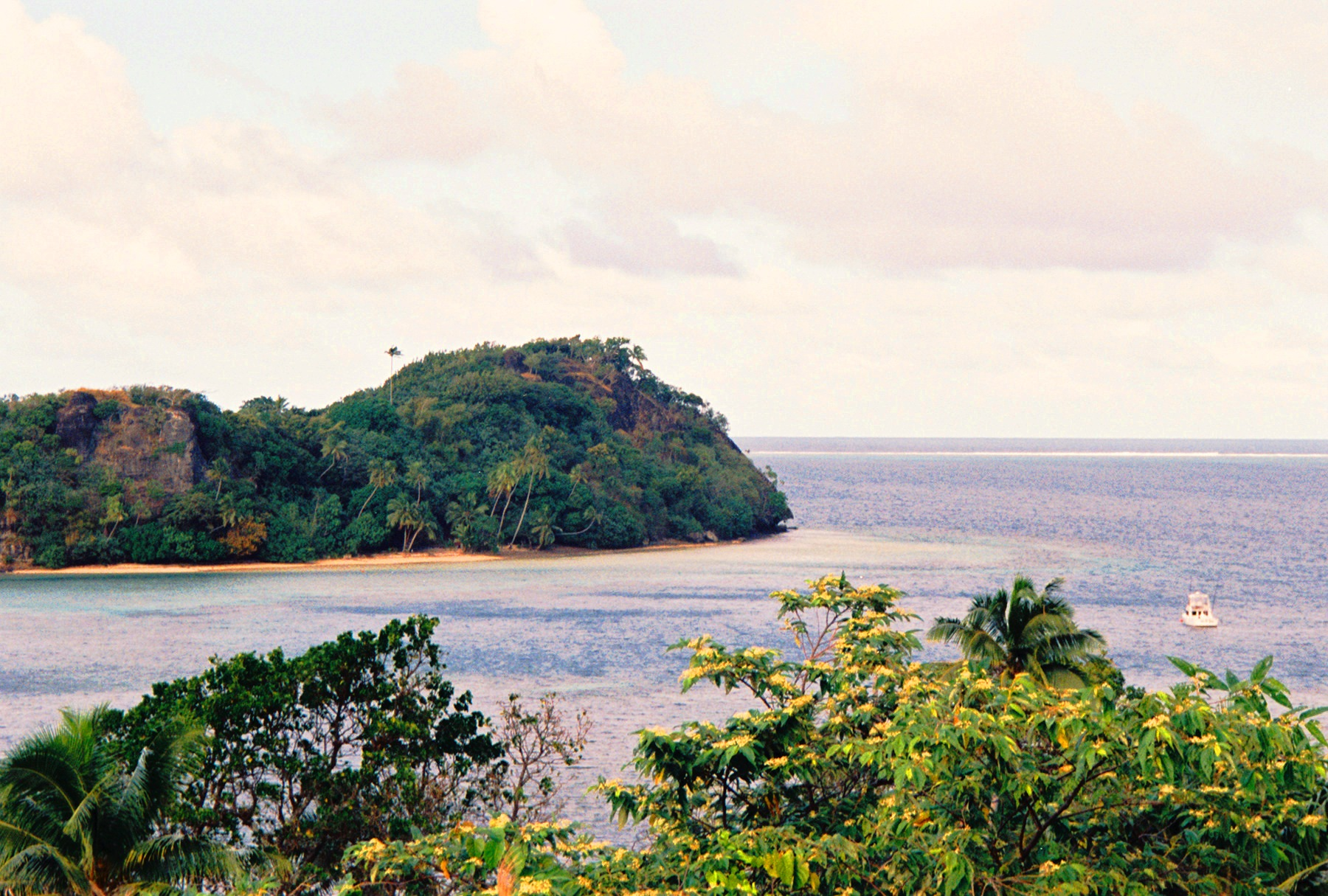
Foto van de baai bij het Great Astrolabe Reef.

Kadavu is het hoofdeiland van de Kadavu-archipel in Fiji. Het is 417 km² groot en het hoogste punt is 805 m. William Bligh was de eerste Europeaan die het eiland ontdekte op zijn tweede reis in 1792. Het eiland is 93 kilometer lang en varieert tussen 365 meter en dertien kilometer in breedte. Er wonen zo'n 10.000 mensen verspreid over verschillende dorpjes. De hoofdstad Suva is 66 km van het eiland verwijderd. Er komt slechts één zoogdier voor, de Tongavleerhond (Pteropus tonganus), en zelfs dat is onzeker. 75% van het eiland is bedekt met tropisch regenwoud.